# Meteș
Meteș (en hongrois : Metesd, en allemand : Meteschdorf) est une commune du județ d'Alba, Roumanie qui compte 2 860 habitants.
La commune est composée de 12 villages : Ampoița, Isca, Lunca Ampoiței, Lunca Meteșului, Meteș, Pădurea, Poiana Ampoiului, Poiana Ursului, Presaca Ampoiului, Remetea, Tăuți et Văleni.

## Démographie
D'après le recensement de 2011, la commune compte 2 860 habitants, en forte baisse par rapport au recensement de 2002 où elle en comptait 3 181.
Lors de ce recensement de 2011, 97,2 % de la population se déclare roumaine (2,2% ne déclare pas d'appartenance ethnique).

## Politique
| Parti | Parti                                      | Sièges |
| ----- | ------------------------------------------ | ------ |
|       | Parti national libéral (PNL)               | 4      |
|       | Parti Mouvement populaire (PMP)            | 4      |
|       | Parti social-démocrate (PSD)               | 2      |
|       | Alliance des libéraux et démocrates (ALDE) | 1      |